# Herminia lineosa
Herminia lineosa är en fjärilsart som beskrevs av Moore 1882. Herminia lineosa ingår i släktet Herminia och familjen nattflyn. Inga underarter finns listade i Catalogue of Life.